# Éric Abidal
Éric-Sylvain Abidal (ur. 11 września 1979 w Lyonie) – francuski piłkarz, srebrny medalista MŚ 2006. Był nominalnie lewym obrońcą, jednak z powodzeniem występował również na środku obrony.
W latach 2012–2013 zmagał się z nowotworem i w tamtym czasie bardzo rzadko występował na boisku. Po podpisaniu kontraktu z AS Monaco czynnie grał w piłkę.

## Kariera
Jest wychowankiem małego klubu z rodzinnego miasta, Lyon Duchère AS. W Ligue 1 debiutował 16 września 2000 w barwach AS Monaco. W 2002 odszedł do Lille OSC, a po kolejnych dwóch latach został zawodnikiem Olympique Lyon. Z klubem tym został mistrzem kraju w latach 2005, 2006 i 2007. Latem 2007 podpisał czteroletni kontrakt z Barceloną. Na konto Olympique wpłynęło ok. 15 mln euro. W katalońskim klubie grał z 22 numerem na koszulce. 5 stycznia 2011 roku zdobył pierwsze trafienie dla klubu z Katalonii w 1/8 finału Pucharu Króla z Athletic Bilbao.
W reprezentacji debiutował 18 sierpnia 2004 w meczu z Bośnią i Hercegowiną. Otrzymał powołanie na Mistrzostwa Świata w 2006 mimo nękających go w sezonie kontuzji i był podstawowym lewym obrońcą Francji na tym turnieju. Podczas MŚ 2006 zagrał w sześciu meczach. 29 czerwca 2007 roku dołączył do hiszpańskiej FC Barcelony, z którą podpisał 4-letni kontrakt. Kwota transferu wyniosła 9 mln euro. 28 maja 2011 zdobył z FC Barceloną Puchar Ligi Mistrzów. Podczas ceremonii wręczenia Carles Puyol oddał mu opaskę kapitana i on jako pierwszy wzniósł w górę Puchar Europy.
15 marca 2011 zdiagnozowano u Erica raka wątrobowokomórkowego. Bardzo szybko powrócił do zdrowia i pojawił się na boisku niespełna dwa miesiące później w meczu półfinałowym Ligi Mistrzów przeciwko Realowi Madryt. Kolejnym wielkim wyczynem był jego występ w pierwszym składzie w Finale Ligi Mistrzów oraz zaszczyt wzniesienia tego trofeum.
Dokładnie rok po pierwszej diagnozie, 15 marca 2012, ogłoszono, że Abidal musi poddać się operacji przeszczepu wątroby po nawrocie choroby. Zakończyła się ona sukcesem, a piłkarz wrócił do treningów w grudniu tego samego roku. W marcu 2013 zagrał po raz pierwszy od lutego 2012 w meczu rezerw Barcelony, a 6 kwietnia 2013 wszedł na ostatnie 20 minut spotkania pierwszej drużyny z Mallorcą. 30 maja katalońska drużyna ogłosiła, że nie przedłuży wygasającego w czerwcu 2013 kontraktu z Francuzem. 1 czerwca odbyło się oficjalne pożegnanie Abidala, na którym wręczono mu pamiątkową koszulkę Barcelony oprawioną w ramkę. 8 lipca 2013 roku podpisał kontrakt z klubem AS Monaco. Po powrocie do swojego dawnego klubu został kapitanem drużyny.
5 lipca 2014 podpisał dwuletni kontrakt z greckim klubem Olympiakos SFP. 19 grudnia 2014 zakończył zawodniczą karierę.

## Życie prywatne
Jego żona jest Algierką, a on sam przeszedł na islam i przyjął imię Bilal. Ma trzy córki: Méliana (ur. 2004), Canélia (ur. 2006) oraz Leyna (ur. 2009).